# 党峪镇
党峪镇，是中华人民共和国河北省唐山市遵化市下辖的一个乡镇级行政单位。

## 行政区划
党峪镇下辖以下地区：
大党峪村、磨台寺村、李庄子村、尚店村、小党峪村、牛家峪村、豹子峪村、白元村、晏家峪村、后耍峪村、前耍峪村、杏树园村、西山口村、甘草峪村、石家庄村、洪家屯村、南小营村、上马家峪村、下马家峪村、东水头村、大杨家峪村和南小河村。